# Partidul Comunist Român
Partidul Comunist Român (PCR) a fost un partid politic creat în anul 1921 ca rezultat al scindării ramurii bolșevice de extremă stânga de Partidul Social Democrat Român (istoric). A funcționat în diferite perioade sub diferite denumiri oficiale: între 1921–1945 drept Partidul Comunist din România, și între 1948–1965 drept Partidul Muncitoresc Român. Din 1965 PMR redevine Partidul Comunist Român (PCR). Gărzile Patriotice au reprezentat aripa paramilitară a partidului.
Din punct de vedere numeric, rândurile partidului comunist au fost tot mai rare, scăzând de la circa 2000 pe timpul Congresului al II-lea (1922) la 1500 în 1931 și la sub 1000 pe timpul războiului. După o perioadă de oscilații politice care au durat până în 1923, partidul s-a identificat fidel cu interesele sovietice, urmărind aproape fără excepție o stridentă politică anti-românească.
În România interbelică, PCR a fost o mică organizație politică ilegală, subordonată Cominternului și implicit Uniunii Sovietice care a susținut ideologic revoluția comunistă.
Partidul comunist și-a început ascensiunea la putere în România după actul de la 23 august 1944, la care a participat în calitate de membru al Blocului Național Democrat (BND). Apoi, conform strategiei staliniste și cu sprijinul trupelor sovietice, PCR și-a eliminat treptat adversarii. După abdicarea forțată a regelui Mihai I, în urma loviturii de stat de la 30 decembrie 1947, s-a instaurat Republica Populară Română.
Între 1947 și 1989, PCR a fost singurul partid politic oficial care a activat pe scena politică din România. 
În articolul 3 al Constituției României din 1965, PCR era numit „forța politică conducătoare a întregii societăți din Republica Socialistă România”. Sub conducerea PCR în România a fost instaurată dictatura proletariatului, în economie s-a instituit dirijismul, societatea civilă a fost alterată de principiile dictatoriale ale PCR, iar cenzura a inhibat libertatea de exprimare. 
„Și totuși oricare ar fi judecata istoricilor în viitor, este azi evident că globalmente vorbind, experiența comunismului pentru români a fost traumatică. În economie a înlocuit spiritul întreprinzător cu controlul centralizat; în politică și viața socială a înecat societatea civilă în instituții fără integritate; în viața intelectuală a sufocat libera expresie a spiritului uman, și cel mai grav, a adus prejudicii incalculabile moralei colective prin proliferarea legilor dar disprețul pentru Lege.” - Keith Hitchins

## Istoric

### Înființarea
În mai 1921, la Congresul general al Partidului Socialist, desfășurat la București, aripa de extremă stângă a Partidului Social Democrat Român (istoric), (așa numiții maximaliști, conduși de Alexandru Dobrogeanu-Gherea, Boris Ștefanov și Alecu Constantinescu) profitând de faptul că majoritatea liderilor socialiști erau în pușcărie și în incapacitate de a-și exercita funcțiile, au votat pentru transformarea partidului în Partidul Socialist-Comunist, redenumit apoi Partidul Comunist din România (PCdR). Acest Congres din 8-12 mai 1921 va fi cunoscut ca primul congres al Partidului Comunist Român. PCdR era profund atașat principiilor fundamentale ale Internaționalei a treia. Raidurile poliției și arestările au forțat abandonarea Congresului la 12 mai, la o zi după votul în favoarea afilierii la Internaționala Comunistă. În viziunea părinților întemeietori ai comunismului românesc existau toate condițiile pentru o convulsie care ar fi instaurat, după model sovietic, "dictatura muncitorimii și a țărănimii". Printre cei care stimulau activ crearea unei "avangarde" leniniste în România se afla și bulgarul Cristian Racovski, figură proeminentă a Cominternului și, anterior, activist socialist în România. 
Primul secretar general a fost Gheorghe Cristescu, de meserie plăpumar. Printre membrii inițiali s-au aflat însă și numeroși intelectuali de valoare, precum Lucrețiu Pătrășcanu, jurist și sociolog sau istoricul Petre Constantinescu-Iași. Actul a fost de o importanță majoră întrucât a dus la scindarea mișcării muncitorești din România pentru următorii 25 de ani. În iunie 1921 adevărații lideri ai partidului socialist au amendat hotărârile votate la congresul din mai 1921 și, practic, din acel moment muncitorimea română a fost reprezentată politic de două partide: unul moderat ca doctrină, social-democrat reformist, care respecta cadrul constituțional, și celălalt revoluționar, partidul comuniștilor. Imediat după scindare, nou formatul PCdR s-a afiliat la Internaționala a III-a. 
Abia la cel de-al doilea congres al Partidului Comunist, desfășurat la Ploiești, la 3-4 octombrie 1922, au fost puse bazele noului partid comunist. La acest congres a fost adoptat un nou nume, „Partidul Comunist din România, Secție a Internaționalei Comuniste”, a fost ales un Comitet Central, s-a aprobat Statutul și a fost autorizată o organizare ilegală.
Toți conducătorii istorici ai Partidului Comunist Român erau mândri să-și proclame voința nestrămutată de a apăra "Patria Proletariatului" Uniunea Sovietică. Aceștia n-au avut nici o reținere în a susține pretențiile sovieticilor asupra teritoriilor istorice românești Basarabia ș Bucovina de Nord. (V. Tismăneanu,op. cit.) 
La 11 aprilie 1924, PCdR a fost interzis de guvernul liberal, care l-a acuzat de „acțiuni anti-românești” după răscoala de la Tatarbunar a țăranilor basarabeni ale căror cereri iredentiste au fost susținute de Partidul Comunist, ținând seama și de linia antinațională a comuniștilor; partidul a rămas în ilegalitate până în 1944. Caracterul ilegal al activității partidului comunist a sporit dependența acestuia de Partidul Comunist Sovietic care, prin intermediul Cominternului, și-a arogat dreptul de a alege conducătorii partidului român și de a hotărî politica acestora. Din cauza subordonării față de PC (b) al U.R.S.S., la congresele din 1924 și 1928 partidul român s-a simțit obligat să accepte principiul autodeterminării pentru minoritățile naționale din România și să aprobe „despărțirea” Bucovinei și a Dobrogei de România Mare. Firește, dependența de Partidul Comunist Sovietic a făcut ca partidul român să nu recunoască Unirea Basarabiei cu România.
În anul 1923, Partidul Comunist și-a însușit teza Cominformului în problema națională și a dreptului la autodeterminare, adoptând o rezoluție sugerată de Buharin, care a rămas în vigoare în întreaga epocă interbelică; conform acestei rezoluții, adoptate în timpul când secretar general era Gheorghe Cristescu, România era declarată un stat multinațional, o creație artificială a imperialismului apusean; ca urmare, rezoluțiile partidului au menționat continuu dreptul națiunilor conlocuitoare la autodeterminare "până la completa separare de statul existent în prezent"; reunirea Basarabiei cu țara nu a fost niciodată recunoscută; în 1928, la congresul al IV-lea de la Harkov s-a adoptat și teza reunirii Bucovinei cu Ucraina; în 1933, partidul a sprijinit ideea alipirii Dobrogei la Bulgaria, aceasta după ce ani la rând susținuse teza Cominternului care ceruse crearea unei Dobrogea independentă.
„În Transilvania, lozinca <<autodeterminării pînă la despărţire>> nu se bucură
de simpatie în mase, întrucât masele nu năzuiesc spre despărțire.”—Delegatul transilvănean la al III-lea Congres al PCdR din 1924, Mozeș Cahana
Deși interziși formal, comuniștii au continuat totuși să ia parte la viața politică a vremii prin intermediul unor partide noi. În 1925 s-a înființat așa-zisul „Bloc Muncitoresc-Țărănesc” , o organizație de masă legală, care era în realitate partidul legal al comuniștilor din România. BMT a avut, în general, aceleași dificultăți electorale ca oricare alt partid mic al vremii, dar cu prilejul alegerilor din 1931 a produs o surpriză uriașă, reușind să adune nu mai puțin de 73.000 de voturi (comuniștii vorbiseră chiar de 130.000 de voturi), ceea ce însemna peste 2,5% din voturi și trimiterea a cinci deputați (printre care și Lucrețiu Pătrășcanu) în parlament. Rezultatul era cu atât mai remarcabil cu cât BMT reușise să înscrie candidați în mai puțin de jumătate din județe. La aceleași alegeri din 1931 socialiștii (social-democrații) obținuseră și ei aproape 100.000 de voturi, ceea ce însemna că partidele muncitorești obțineau împreună în jur de 6% din voturi. Succesul BMȚ s-a datorat și succesului propagandei comuniste în rândul minorităților (de exemplu, Blocul a fost susținut de Partidul Muncitorilor Ucraineni din România, al cărui lider de facto era Semen Halîțkîi, membru al CC al PCdR). Totuși, politicienii vremii, luați prin surprindere de succesul comuniștilor, au invocat niște vicii de procedură pentru a-i invalida în bloc pe toți cei cinci deputați comuniști (singurii care s-au opus acestui act au fost parlamentarii social-democrați) și apoi, după grevele de la Grivița din februarie 1933, BMT a fost interzis. Comuniștii au înființat imediat „Liga Muncii”, dar această formațiune a avut o viață și mai scurtă, fiind interzisă după un singur an. După aceea comuniștii români au renunțat la orice veleitate de natură politică și s-au mulțumit numai cu activități de propagandă în cadrul unor organizații non-profit (Amicii URSS, Comitetul Antifascist German etc.).
Numărul membrilor PCR în perioada interbelică nu este cunoscut cu precizie. Partidul Comunist din România număra cu certitudine în jur de 2000 de membri în 1922, imediat după înființare. Conform anumitor documente ale Cominternului din anii celui de-al Doilea Război Mondial, documente care infirmă un loc comun de după 1989 (cum că partidul nu avea decât vreo mie de membri), în ciuda cruntei represiuni interbelice în România ciuntită încă se mai aflau peste 3000 de comuniști. Numărul membrilor de partid a înregistrat probabil un maxim de circa 5000 de persoane în 1936. (Keith Hitchins, op. cit. p. 436). Alte surse dau numărul membrilor PCdR în preajma zilei de 23 august 1944 între 794 și 1150 de persoane. Numărul membrilor e lipsit de relevanță, pentru că fiind un partid ilegal PCR oricum nu avea posibilitatea să constituie legal organizații de bază. Reprimarea a fost continuă în perioada 1924-1944, chiar și în privința activității amintitului BMT. Instanțele judecătorești ale vremii ajunseseră să condamne adolescenți pentru difuzarea manifestelor comuniste. Un autor comunist, Petre Constantinescu-Iași, vorbea în 1929 de peste 400 de „deținuți politici” . În preajma zilei de 23 august aproape toți liderii comuniști și cu o mare parte a membrilor de partid erau în închisorile regimului Antonescu. Baza electorală a PCR, care se poate estima după baza electorală a BMT, era mai mult în Ardeal și Banat (regiunile cele mai industrializate ale României) și din această cauză PCR avea un pronunțat caracter multietnic, românii reprezentând mai puțin de un sfert din membrii săi în 1930 - distribuția pe naționalități era: maghiari 26%, români 23%, evrei 18%, ruși și ucraineni 10%, bulgari 10%).
Victime ale Marii Epurări din URSS au căzut și 19 înalți funcționari ai Partidului Comunist din România: Ecaterina Arbore, Imre Aladar, Ioan Dic-Dicescu, Teodor Diamandescu, Alexandru Dobrogeanu-Gherea, Elena Filipovici, David Fabian, Dumitru Grofu, Jaques Konitz, Elek Köblös, Leon Lichtblau, Marcel Leonin, Gelbert Moscovici, Alexandru Nicolau, Eugen Rozvan, Alter Zalic, Petre Zissu, Timotei Marin și Marcel Pauker.

### 23 august 1944
La 23 august 1944 PCdR a participat alături de Regele Mihai, de Partidul Național Țărănesc, Partidul Național Liberal și Partidul Social Democrat Român la înlăturarea regimului pro german al Mareșalului Ion Antonescu, România intrând în sfera de influență sovietică.
Reprezentanți ai PCdR au intrat în guvern (Consiliul de Miniștri) începând din 6 martie 1945 când, ca urmare a presiunilor sovietice, s-a format guvernul condus de Petru Groza, guvern în care PCdR, secondat de partidele satelite, deținea toată puterea; în cabinetul Petru Groza, comuniștii dețineau posturile-cheie, inclusiv Ministerul Justiției, Comunicațiilor și Lucrărilor Publice, Războiului,  Propagandei, precum și Ministerul de Interne, condus de Teohari Georgescu. Din acest guvern făceau parte și Gheorghe Tătărescu, disident din Partidul Național Liberal, ca ministru de Externe și  prim-ministru adjunct și Anton Alexandrescu, disident din Partidul Național-țărănesc, ministru al Cooperației. Aceștia din urmă reprezentau doar mici facțiuni ale partidelor lor.
Partidul Comunist a participat la guvernare începând cu guvernul format după lovitura de stat organizată de Regele Mihai la 23 august 1944, prima dată la Ministerul de (afaceri) Interne (Lucrețiu Pătrășcanu, singurul civil din cabinetul regelui) în guvernul Sănătescu (23 august - 3 noiembrie 1944), la insistența sovieticilor care voiau să se asigure că efortul lor de război nu este subminat de probleme legate de ce se întâmplă în spatele frontului.
Puterea a fost încredințată definitiv reprezentanților PCR ca urmare a alegerilor din noiembrie 1946. Oficial, formațiunea politică din care făceau parte comuniștii (Blocul Partidelor Democrate) a câștigat alegerile cu o largă majoritate, ceea ce le-a permis să domine Adunarea Deputaților, să formeze singuri guvernul și să-și impună politicile pentru următorii 43 de ani. După Cristian Preda, Blocul Partidelor Democrate (BPD) a obținut 69,68 % din voturi, PNȚ-Maniu 12,87 % din voturi, Uniunea Forțelor Maghiare 8,3 %, PNL-Brătianu a obținut 3 mandate, Partidul Țărănesc Democrat al doctorului Lupu, o disidență țărănistă - 2 mandate.
Liberalii și țărăniștii au reclamat fraudarea scrutinului. Istoricul Dinu C. Giurescu afirmă că  a fost o fraudă minuțios pregătită. Comuniștii ar fi stabilit , cu mult înainte de scrutin, procentele de voturi pe care ar fi trebuit să le obțină la alegerile din 1946. Concluzia lui Dinu C. Giurescu este că BPD a avut în  mod real circa 40 % din totalul voturilor.

### 1947 - 1965
După o campanie susținută de PCR pentru subminarea partidelor istorice, Regele Mihai a fost forțat la 30 decembrie 1947 să abdice, iar România a fost proclamată republică (Republica Populară Română).
În 1948 s-a realizat fuziunea dintre PCdR și Partidul Social Democrat Român (istoric), noul partid numindu-se Partidul Muncitoresc Român (PMR), devenit totodată partidul politic unic în statul român.
În 1948 a avut loc „naționalizarea principalelor mijloace de producție”, adică etatizarea societăților comerciale mari și mijlocii cu capital privat – primul pas major spre desființarea proprietății private. În același an a fost reformat învățământul, introducându-se gratuitatea ce avea să fie generalizată la toate nivelurile în anii următori; a fost extinsă durata învățământului obligatoriu și introdusă gratuitatea manualelor școlare, obiectivul principal fiind eradicarea analfabetismului care afecta circa 80% din populație.
În 1949 a început marea campanie a cooperativizării agriculturii, prin care țăranii au fost forțați să se asocieze în Gospodării Agricole Colective (GAC), ulterior redenumite Cooperative Agricole de Producție (CAP). Proprietățile agricole transferate direct în patrimoniul statului au avut denumirea de Gospodării Agricole de Stat (GAS), ulterior redenumite Întreprindere Agricolă de Stat (IAS). În primii ani însă organizarea cooperatistă agricolă se făcea în așa-zisele „întovărășiri”, GAC fiind denumirea ulterioară. În această perioadă sunt create închisorile politice.
La începutul anilor '50 s-a desfășurat o luptă pentru putere în interiorul conducerii comuniste din România pe care a câștigat-o Gheorghe Gheorghiu-Dej, devenind, cu acordul Kremlinului, liderul suprem al PMR. A reușit să-și mențină această poziție până la moartea sa, survenită în martie 1965.
Modelul de construcție socio-economic de tip sovietic aplicat sistematic a însemnat naționalizarea industriei, cooperativizarea agriculturii, etatizarea unei mari părți a fondului locativ, electrificarea țării. În anul 1965, partidul, redenumit PCR, întrunea 1,400, 000 de membri - 7% din populația României.

### Modelul sovietic
După modelul sovietic, s-a trecut la planificarea economiei, elaborându-se așa-numitele „planuri cincinale”. Strategia planificării economiei avea la bază viziunea economiei naționale ca o corporație unică și trecerea de la economia preponderent agrară la economia preponderent industrială. 
Industrializarea a implicat strămutarea la oraș a unui segment important al populației rurale, un efort de urbanizare, simultan cu creșterea nivelului de școlarizare și pregătire profesională.
Perioada anilor '50 a fost marcată pe plan politic de ceea ce a fost definită de însuși limbajul ideologic comunist ca „lupta de clasă”, încadrată în regimul politic al dictaturii proletariatului. Aceasta a însemnat consolidarea continuă a unui sistem de guvernare și organizare a societății în chip totalitar, partidul politic unic, comunist, tinzând să controleze și controlând societatea pe toate planurile.

### După 1965
În 24 iulie 1965 și-a schimbat numele din Partidul Muncitoresc Român în Partidul Comunist Român. Între cele două partide, Partidul Comunist Român (PCR) și Partidul Muncitoresc Român (PMR) nu există practic nicio diferență, primul continuând în mod firesc activitatea celui de-al doilea, fără întrerupere. Redenumirea PMR-ului în PCR a fost făcută din dorința lui Nicolae Ceaușescu, devenit prim-secretar al PMR în iunie 1965, care a vrut să demonstreze simbolic ruperea cu trecutul și orientarea politicii României, dar și renunțarea definitivă la orice pretenție doctrinară social-democrată, prin consfințirea înglobării social-democraților în rândul comuniștilor.
Sub conducerea lui Ceaușescu s-au accentuat tendințele autonomiste față de URSS, evidențiindu-se în acest sens relațiile bune cu comuniștii chinezi, aflați în relații ostile cu sovieticii; condamnarea invadării Cehoslovaciei de către trupele Tratatului de la Varșovia (august 1968); apropierea și colaborarea cu țările occidentale (această politică fiind inițiată încă pe timpul lui Gheorghiu-Dej). În anul 1974 PCR întrunea 2,5 milioane de membri (11,5% din populație). În 1989, PCR avea circa 4 milioane de membri (18% din populația României), calitatea de membru de partid fiind o simplă formalitate golită de conținut, pe care oamenii o îndeplineau doar pentru a putea profita de ceea ce le putea oferi societatea acelor ani (funcțiile de conducere din întreprinderi, gradele universitare, și multe alte poziții importante necesitau ca aspirantul să fie membru de partid). Dacă sunt luați în considerare membrii UTC, precum și informatorii Securității Statului, se poate considera că România devenise sub Ceaușescu una dintre cele mai comunizate țări. PCR a ajuns să fie partidul comunist cu efectivul cel mai numeros din țările europene din sfera de influență sovietică. A deținut puterea până la 22 decembrie 1989. După evenimentele din decembrie 1989, care au dus la căderea regimului comunist, PCR a fost scos în afara legii și dizolvat prin decret-lege

### Continuatori
Deși PCR a dispărut de jure în 1989, noua conducere a României era asigurată în principal de foste cadre superioare de partid regrupate în Frontul Salvării Naționale (FSN). Deși inițial trebuia să fie o organizație provizorie care să administreze statul până la organizarea de alegeri libere, FSN s-a înregistrat ca partid în februarie 1990 și, deși nu se recunoștea ca atare, a fost văzut drept succesor al fostului PCR, fiind dominat de persoane care până în anul anterior făcuseră parte din eșalonul secund al PCR. În 1992, gruparea comunist-conservatoare a FSN a format Frontul Democrat al Salvării Naționale (FDSN), care apoi a devenit Partidul Democrației Sociale din România (PDSR), în continuare considerat a fi moștenitor al PCR.
Alți foști activiști ai PCR au format în 1990 Partidul Socialist al Muncii (PSM) care s-a revendicat explicit drept continuator al PCR, deși primul său președinte, fostul demnitar și prim-ministru comunist Ilie Verdeț, a declarat de mai multe ori că el n-a fost niciodată comunist (sugerând astfel că adeziunea sa la PCR fusese în spiritul vremii, pentru succesul social). Între 1992 și 1996, PSM a intrat în Parlamentul României și a sprijinit cu voturile din parlament guvernul Văcăroiu, susținut de o coaliție care, datorită legăturii existente între toate partidele ce o susțineau (PDSR, PSM, PUNR și PRM) și fostul PCR, a fost poreclită Patrulaterul Roșu. Actiunile PSM au fost mai apropiate de social-democrație decât de doctrina comunistă. Nemulțumiți de „moderația” PSM-ului, o parte a membrilor au format un partid mult mai apropiat doctrinar de PCR, Partidul Muncitoresc Român, în vreme ce alții, și mai moderați decât conducerea centrală, au format un nou partid socialist, Partidul Socialist al lui Tudor Mohora, care ulterior a și fuzionat cu PDSR-ul. Astfel, confruntat cu aceste sciziuni dar și cu altele, PSM nu a mai reușit să treacă de pragul electoral în 1996. 
În 2003, Partidul Social Democrat (PSD; noua denumire a PDSR) a absorbit PSM, acceptând să-i pună pe liderii acestuia pe lista sa de candidați la alegerile legislative din 2004. O aripă s-a desprins din PSM, refuzând înregimentarea în PSD, și a format Partidul Alianța Socialistă (PAS). PAS e partid membru în Stânga Europeană și are o doctrină socialist-democrată clasică, doar retorica anumitor lideri ai săi amintind cumva de comunism. La Congresul din iulie 2010, Partidul Alianța Socialistă, prin cei 1500 delegați ai săi a decis schimbarea denumirii în PCR, denumire pe care Tribunalul București i-a refuzat-o.
În România activează și Noul Partid Comunist Român (NPCR), un partid care se revendică explicit drept continuator al PCR, ai cărui membri au plecat din PAS, nemulțumiți de „moderația” conducerii acestui partid. Doctrina NPCR e foarte apropiată de a vechiului PCR. NPCR a încercat să se înregistreze oficial în 2013, dar și acestuia Tribunalul București i-a refuzat înregistrarea. Toate refuzurile justiției din România de a lua act de dorința comuniștilor români de a avea un partid legal se bazează pe Legea Siguranței Naționale din 1991 care interzice explicit existența unui partid „de sorginte” comunistă. Totuși, în decembrie 2015, profitând de noua lege a înființării partidelor cu 3 membri, grupul NPCR a înscris în Registrul Partidelor Politice un partid numit Partidul Comunitar din România (PCdR).
Gheorghe Ungureanu, un profesor de limba română din Curtea de Argeș a cerut, în 1996, constituirea unui partid denumit la început Partidul Comuniștilor Nepeceriști. Inițial, înființarea sa a fost respinsă de autorități în virtutea unei legi conform căreia sunt interzise partidele ce se opun ordinii constituționale și juridice din țară; în urma contestației lui Ungureanu, CEDO a anulat refuzul autorităților române, deoarece programul partidului nu era agresiv antidemocratic. Radiat în 2014 din registrul partidelor politice pentru că nu a reușit să se înscrie la alegerile din 2012, partidul a fost reînființat în 2016 profitând de o lege ce permite crearea de partide politice mici, cu doar 3 membri, președintele partidului intenționând să candideze pentru un post de consilier local în comuna Cicănești.
În 2016, altă aripă desprinsă din fostul PSM, numită PCR secolul XXI, al cărui președinte este Constantin Crețu, este înregistrată în registrul partidelor politice.

### Stema
Stema Partidului Comunist Român, de inspirație sovietică, are ca elemente principale secera și ciocanul, simbolizând „înfrățirea” și „uniunea de nezdruncinat” dintre „țărănimea muncitoare și proletariat”. Cununa de spice este ușor eliptică și ascendentă și conține acronimul PCR. Simbolurile heraldice și acronimul sunt de culoare galbenă și se află pe un fundal de culoare roșie.

Steagul Republicii Socialiste România. Între 1965 și 1989 păstra culorile naționale și dispunerea lor spațială, dar adăuga Stema Republicii Socialiste România, plasată în câmpul galben, la intersecția diagonalelor.

## Congresele Partidului Comunist Român
| Nume        | Perioadă       | Locație            |
| Primul      | mai 1921       | București, România |
| al II-lea   | octombrie 1922 | Ploiești, România  |
| al III-lea  | august 1924    | Viena, Austria     |
| al IV-lea   | iulie 1928     | Harkov, Ucraina    |
| al V-lea    | decembrie 1931 | Gorikovo, Rusia    |
| al VI-lea   | februarie 1948 | București, România |
| al VII-lea  | decembrie 1955 | București, România |
| al VIII-lea | iunie 1960     | București, România |
| al IX-lea   | iulie 1965     | București, România |
| al X-lea    | august 1969    | București, România |
| al XI-lea   | noiembrie 1974 | București, România |
| al XII-lea  | noiembrie 1979 | București, România |
| al XIII-lea | noiembrie 1984 | București, România |
| al XIV-lea  | noiembrie 1989 | București, România |

## Secretarii Generali ai PCR
Potrivit revistei Memoria, respectiv articolului Comunismul românesc de la începuturi până la moartea lui Gh. Gheorghiu-Dej, de Eugen Denize, următorii secretari generali ai partidului au fost numai străini, și anume: Elek Köblős, un muncitor ungur din Transilvania, 1924-1928; Vitali Holostenko, un membru al Partidului Comunist Ucrainean, 1928-1931; Alexandru Ștefanski (Gorn), polonez, 1931-1934; Eugen Iacobovici, evreu, 1934-1936; Boris Ștefanov, bulgar, 1936-1940; Bela Breiner, evreu, 1940; Ștefan Foriș (István Fóris), maghiar, 1940-1944.
| Gheorghe Cristescu     | 1921–1924 |
| Elek Köblős            | 1924–1927 |
| Vitali Holostenco      | 1927–1931 |
| Alexander Ștefanski    | 1931–1936 |
| Boris Ștefanov         | 1936–1940 |
| Ștefan Foriș           | 1940–1944 |
| Gheorghe Gheorghiu-Dej | 1945–1954 |
| Gheorghe Apostol       | 1954–1955 |
| Gheorghe Gheorghiu-Dej | 1955–1965 |
| Nicolae Ceaușescu      | 1965–1989 |